# Кэсон
Кэсо́н (кор. 개성특별시?, 開城特別市?) — город с особым статусом на юге КНДР, до 1955 года и в 2003—2019 годах был частью провинции Хванхэ-Пукто, в 1955—2003 годах был городом прямого подчинения. Столица Кореи в эпоху династии Корё. 
В городе расположен институт Сондо, имеется музей, театр, телецентр.
Кэсон — древняя столица Корейского государства (X—XIV века). В городе ещё сохранились руины дворца королей Корё Манвольдэ вблизи промышленного региона Кэсон. Дворец был построен в 918 и разрушен в 1361 году. В 11 км к западу от Кэсона расположена могила короля Конмина. После разделения Кореи и до Корейской войны в 1948—1953 годах находился под контролем Республики Корея, так как располагается южнее 38-й параллели.

## История
Территория Кэсона, судя по ранним археологическим находкам, была уже заселена со времён неолита. Артефакты, такие как керамика периода Чыльмун, каменные изделия и топоры, были обнаружены в пределах от горы Осон к Кэсон-Насон (двустенная крепость Кэсона). На протяжении столетий Кэсон находился в руках разных государств и имел различные названия. Кэсон во времена Когурё был территорией Маханского племенного союза и назывался Пусогап. В 475 году территория Кэсона была уступлена государству Пэкче до юго-западного перевала Чуннён, перевала Чорён и бухты Асан и находился в его составе почти 100 лет. Однако, в 555 году древний Кэсон стал территорией государства Силла, которое находилось в ту пору под управлением короля Чинхына. После вхождения Кэсона в состав государства Силла он был переименован в «Сонаккун». По историческим записям «Самгук саги», когда в 694 году, на третьем году правления короля Хёсо, на территории тогдашнего Кэсона был построен замок, сам город называли «Сонъак» (송악, 松嶽). Поэтому считается, что «Сонъак» — название древнего Кэсона.
В конце IX века государства Силла начало ослабевать, что привело к периоду борьбы военачальников за власть. В 898 году Кэсон был захвачен Кун Е — основателем и правителем государства Тхэбон, которое просуществовало сравнительно недолго. Но затем, в 919 году, Кэсон стал частью государства Корё, основателем которого был Ван Гон. На юге Сонака Ван Гон создал новую столицу, которая включила также территории Кэсона в Сонаке под названием «Кэджу». В 919 году Кэсон стал национальной столицей. В 960 году, на 11 году правлении короля Кванджона, город был переименован в Гэгён, а в 995 году, на 14 году правления короля Сонджона, получил статус «Кэсонбу». Кэсонбу — сочетание терминов Сонаккун и Кэсонгун, который до 1945 года отличал регион от Кэсонни, Сомён, Кэпхунгун. В 1010 году, на первом году правления короля Хёнджона, почти все дворцы и дома Кэсона были сожжены во время Второй Корё-киданьской войны. В 1018 году Кэмонбу лишился статуса «бу» и стал управлять тремя единицами «хён»: Чонджу, Токсу, Кангым. В конце XII века существовал период нестабильности как в самом правительстве, так и в сельской местности Кэсона. В 1198 году Манджок (만적, 萬積) возглавил группу рабов, которые осадили Кэсон. Восстание было подавлено Цой Чхун Хоном. Когда в 1392 году Ли Сонге свергнул династию Корё и основал династию Чосон, то он в 1394 перенёс столицу из Кэсона в Ханян (современный Сеул).
После подписания 22 августа 1910 года договора о присоединении Кореи к Японии вошёл в состав Японской империи.
После окончания Второй мировой войны в 1945 году Корея была разделена по 38-й параллели, Кэсон оказался южнее демаркационной линии
Кэсон оставался частью провинции Кёнгидо до самой Корейской войны. В 1951 году Кэсон, который был частью Южной Кореи, попал под контроль КНДР и был сформирован «Регион Кэсон» (개성지구, 開城地區). В 1953 году в Кэсоне было заключено соглашение о перемирии в Корее, в результате которого новая граница между КНДР и Южной Кореей была видоизменена и прошла в этом районе не по 38-й параллели, а чуть южнее, и город перешел в состав КНДР.
Находится в демилитаризованной зоне, которая разделяет Корею на КНДР и Республику Корея.
В 1955 году Кэсон стал «Городом прямого подчинения» (개성직할시, 開城直轄市).
В 1980-е годы город являлся центром текстильной и пищевой промышленности, а также важным транспортным узлом. Кроме того, здесь выращивали и перерабатывали женьшень. Находившаяся в городе фабрика художественной вышивки (выпускавшая украшенные традиционной вышивкой изделия из шёлка) экспортировала свою продукцию более чем в 20 стран мира.

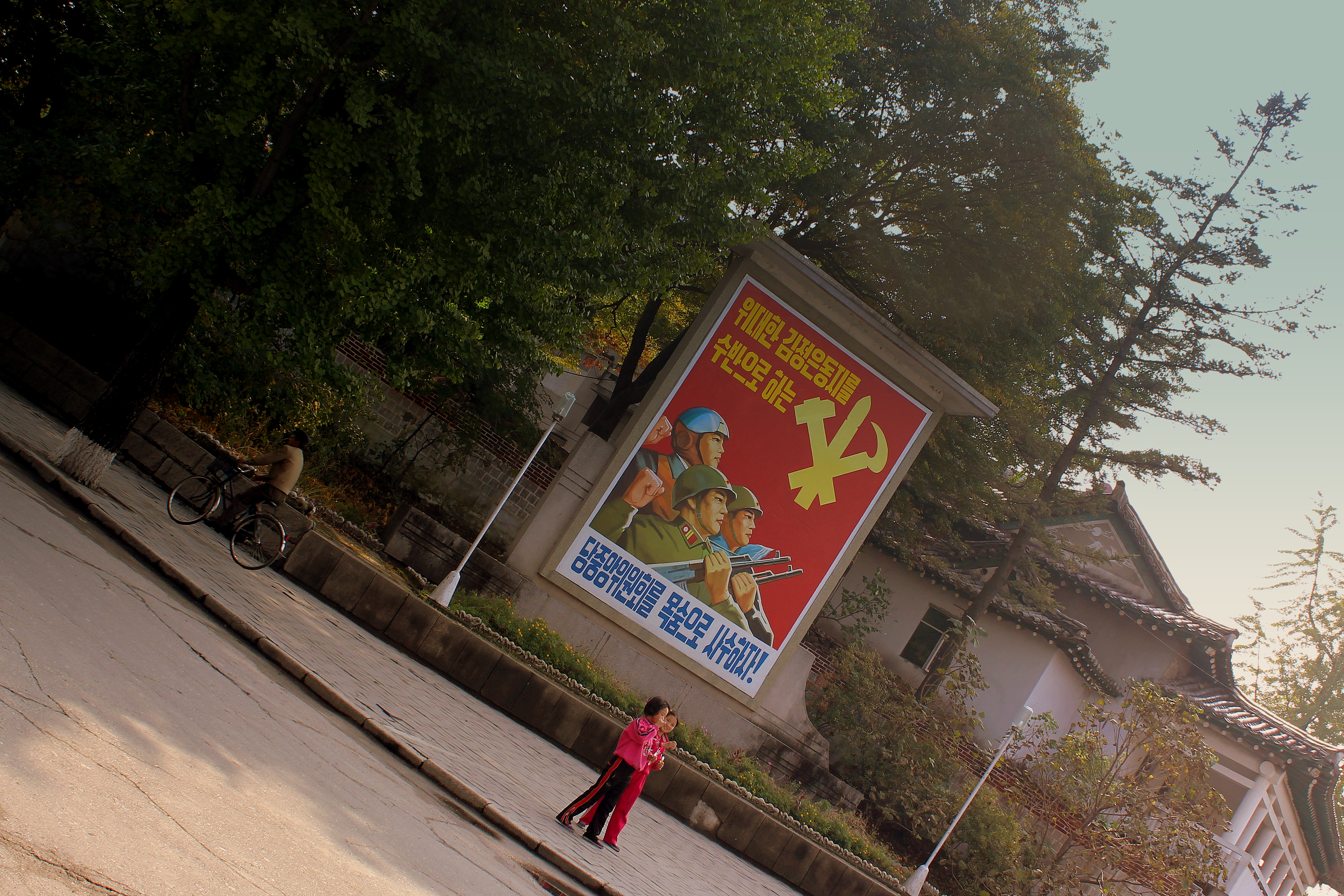
Плакат на улице Кэсона

В 2002 году был образован «Промышленный регион Кэсон» как часть города Кэсона. В 2003 году остальная часть Кэсона, исключая регион, стал частью провинции Хванхэ-Пукто.

## Географическое положение

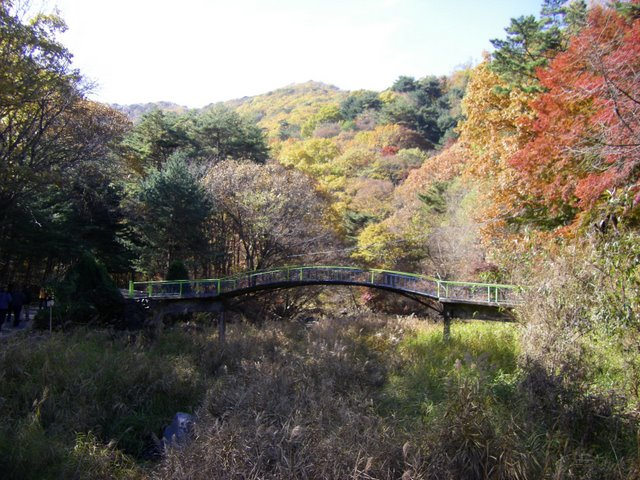
Горы Кэсона

Находясь в центре Кореи, Кэсон является самым южным городом КНДР. Он граничит с уездами Кэпхун, Чанпхун, Пханмун и Кымчхон. Остров Канхвадо муниципалитета Инчхон находится чуть южнее, за пределами узкого канала. Он охватывает территорию в 1 309 км², а городской округ окружён горами Сонъаксан (송악산, 松嶽山) (489 м) и Понмён. Центр города окружает маленькую гору Чанам (103 м), на которой находится статуя Ким Ир Сена.
В северной части Кэсона, окончание горная цепь Ахобирён создаёт самую северную границу города Кэсона. Эта цепь состоит из гор Чхонма (757 м), Сонго, Мёджи (764 м), Сурён (716 м), Чхэсок (749 м), Хваджан (558 м) и Огван. Исключая гористый северо-восточный район, большая часть территории Кэсона представлена холмами, высота которых не превышает 100 м.
Река Имджинган течёт вдоль северо-восточной границы города, река Йосонган (예성강, 례성강, 禮成江), течёт вдоль западной границы к устью реки Ханган. Кроме того, эти две реки, малые и большие реки такие как Самичхон, Ворамчхон, Чхыкбэчхон, Кымсончхон и Сачхон впадают в Ханган. Речной бассейн расположен на юго-западе от Кэсона и лежит на широких аллювиальных равнинах, таких как Пхундокболь, Сингванболь, и Самсонболь.
Геология состоит из протерозойского, кайнозойского и палеозойского пластов и мезозойского интрузивного гранита. Недра содержат золото, цинк, медь, флюорит, известняк и каолинит. Почвы включают в основном бурые лесные, тогда как территория, где протекают Ресонган, Имджинган и Ханган, состоит преимущественно из аллювиальных и засоленных почв. 55 % территории Кэсона покрыто лесами, 80 % которых представлены соснами. Различные виды животных обитают в Кэсоне: 40 видов млекопитающих и 250 видов птиц.

## Климат
Климат преимущественно тёплый и умеренный со среднегодовой температурой около 10 °C. Самый холодный месяц — январь со среднемесячной температурой — −5,9 °C, тогда как самый тёплый месяц, август имеет среднемесячную температуру — 24,7 °C. Среднегодовое количество осадков — 1 300 — 1 400 мм. Продолжительность холодного периода года длится 180 дней — самый длительный в КНДР.
- Среднегодовая температура воздуха — 11,1 °C
- Относительная влажность воздуха — 70,6 %
- Средняя скорость ветра — 1,7 м/с

| Среднесуточная температура воздуха в Кэсоне по данным NASA | Среднесуточная температура воздуха в Кэсоне по данным NASA | Среднесуточная температура воздуха в Кэсоне по данным NASA | Среднесуточная температура воздуха в Кэсоне по данным NASA | Среднесуточная температура воздуха в Кэсоне по данным NASA | Среднесуточная температура воздуха в Кэсоне по данным NASA | Среднесуточная температура воздуха в Кэсоне по данным NASA | Среднесуточная температура воздуха в Кэсоне по данным NASA | Среднесуточная температура воздуха в Кэсоне по данным NASA | Среднесуточная температура воздуха в Кэсоне по данным NASA | Среднесуточная температура воздуха в Кэсоне по данным NASA | Среднесуточная температура воздуха в Кэсоне по данным NASA | Среднесуточная температура воздуха в Кэсоне по данным NASA |
| Янв                                                        | Фев                                                        | Мар                                                        | Апр                                                        | Май                                                        | Июн                                                        | Июл                                                        | Авг                                                        | Сен                                                        | Окт                                                        | Ноя                                                        | Дек                                                        | Год                                                        |
| −4,1 °C                                                    | −1,6 °C                                                    | 3,9 °C                                                     | 10,8 °C                                                    | 16,2 °C                                                    | 20,8 °C                                                    | 23,7 °C                                                    | 24,5 °C                                                    | 19,8 °C                                                    | 13,3 °C                                                    | 5,8 °C                                                     | −1,1 °C                                                    | 11,1 °C                                                    |
| ---------------------------------------------------------- | ---------------------------------------------------------- | ---------------------------------------------------------- | ---------------------------------------------------------- | ---------------------------------------------------------- | ---------------------------------------------------------- | ---------------------------------------------------------- | ---------------------------------------------------------- | ---------------------------------------------------------- | ---------------------------------------------------------- | ---------------------------------------------------------- | ---------------------------------------------------------- | ---------------------------------------------------------- |

## Административное деление
До 2002 года город прямого подчинения Кэсон состоял из одного города (собственно, Кэсон) и трёх уездов: Чанпхун, Кэпхун и Пханмун. В 2003 году уезд Пханмун и часть Кэсона были отделены от города прямого подчинения Кэсон и на их основе был сформирован Промышленный регион Кэсон. Оставшаяся часть Кэсона вошла в состав провинции Хванхэ-Пукто в 2002 году. В настоящее время Кэсон поделён на 24 административных округа, именуемые «тон», а также на 3 деревни — «ри».

## Культура

### Достопримечательности

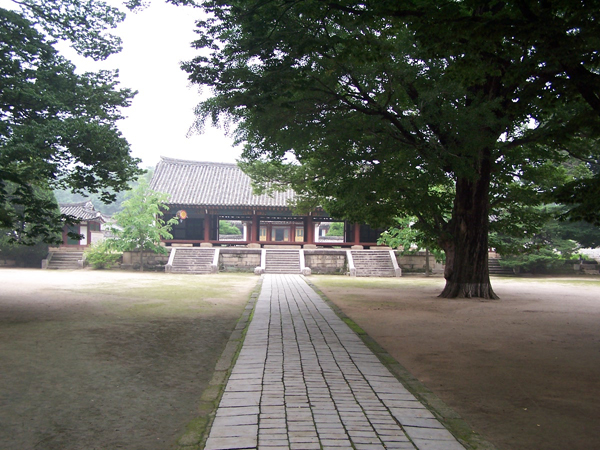
Музей Корё.

В Кэсоне находятся такие высшие учебные заведения как университет «Корё Сонгюнгван» (Лёгкая промышленность), Коммунистический университет и колледж искусств. Музей Корё расположен в старой Конфуцианской академии города и хранит много бесценных предметов искусства Корё и культурные реликвии, хотя многие из них копии, так как оригиналы находятся в хранилищах Корейского центрального исторического музея в Пхеньяне. В Кэсоне, как в бывшей столице периода Корё, захоронены почти все короли из династии Корё, хотя многие из их могил недоступны. К западу от города, в уезде Кэпхун находится хорошо реконструированная могила короля Ван Гона, основателя династии Ван и государства Корё. В Кэсоне также есть могилы таких королей как: Хеджон (Королевская могила Соллын), Кёнджон (Йоннын), Сонджон (Каннын), Хёнджон (Соллын), Мунджон (Кённын) и Конмин (Хёнджоннын). В Кэсоне находится всего две могилы королей, датируемые периодом династии Чосон: королевская могила Хунын, принадлежащая второму королю Чонджону и королевская могила Ченын, хранящая останки королевы Синый — жены основателя династии Чосон — Ли Сонге. Две последние могилы, несмотря на то, что они принадлежат членам королевской семьи Чосон, были исключены из списка Всемирного наследия «Королевские могилы династии Чосон», из-за того, что они находятся в КНДР.

### Кухня

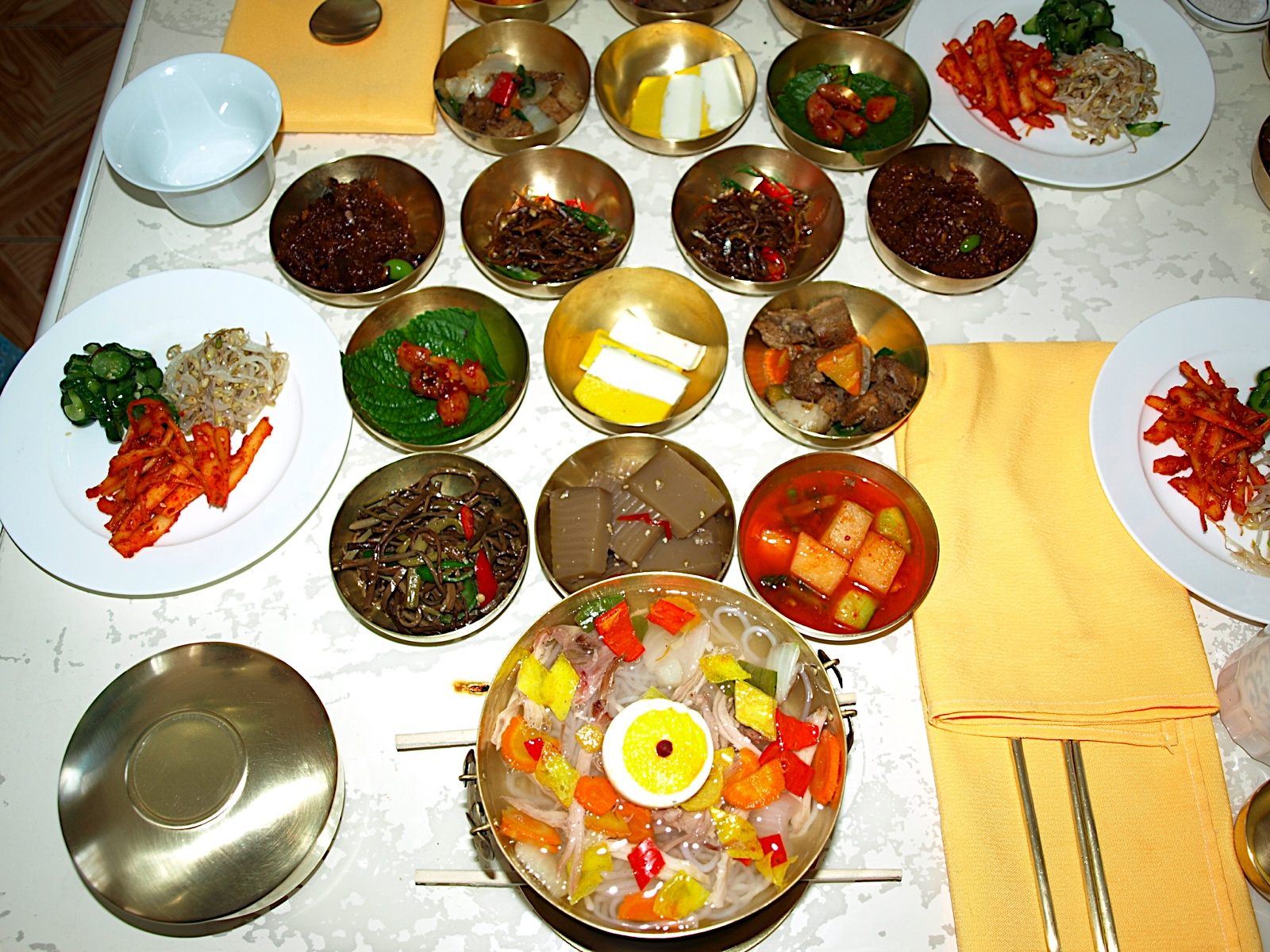
Блюда, предназначенные для посетителей ресторана «Тониль» в Кэсоне.

Так как Кэсон был столицей Корё в течение почти 500 лет, местная кулинарная традиция очень изысканна. Роскошные блюда Кэсона сравнивают с шиком сеульской и чолладоской кухонь. Кэсонская кухня считается разновидностью кухни Кёнгидо, так как до 1949 года Кэсон входил в эту провинцию, однако после Корейской войны Кэсон отошёл северокорейской администрации, а Кёнгидо — южнокорейской. Поссам кимчхи, пхёнсу (летние манду квадратной формы), синсолло (придворное рагу), соллонтхан (вываренная воловья нога), чхуотханъ (суп с гольцом), чорэнъи ттоккук (суп с тток), умеги (тток с сиропом) и кёнъдан (шарики тток) — основные характерные блюда этой местности. «Умеги», также называемое «кэсонъ чуак» (кор. 개성주악), это праздничное блюдо в Кэсоне, известно своим нежно-ореховым сладким вкусом. Умеги готовят, замешивая рисовую муку с клейкой рисовой мукой на воде, каждый кусочек теста начиняют сосновым орехом или зизифусом, а затем поджаривают на масле и покрывают сиропом.

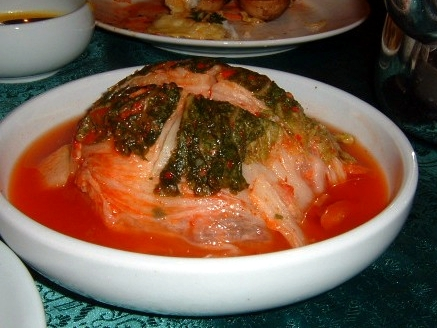
Кэсон поссам кимчхи.
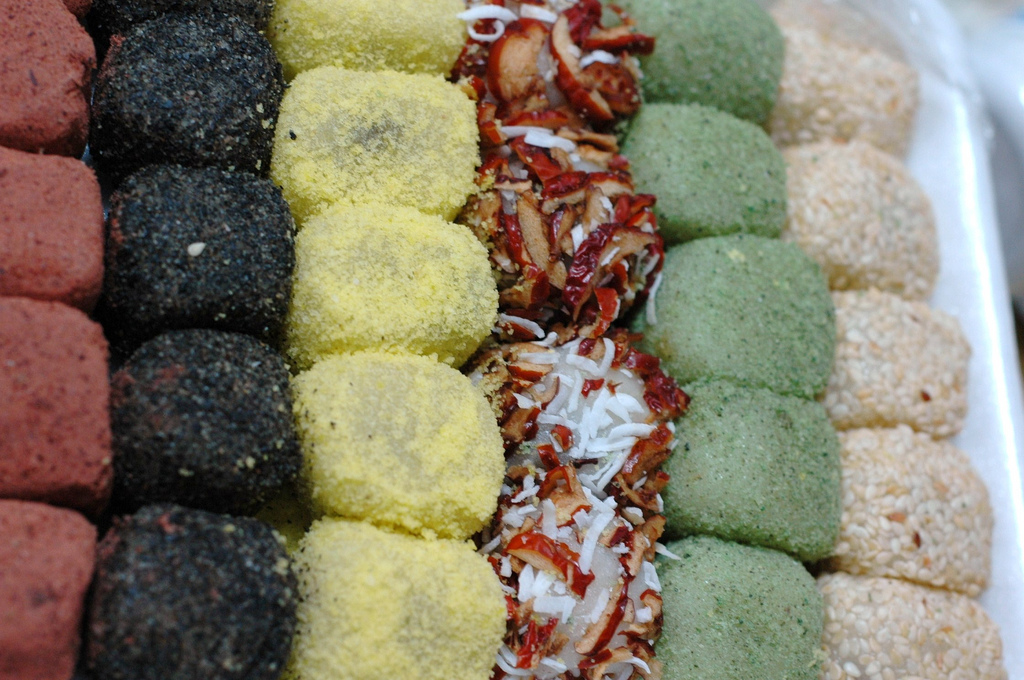
Разнообразные кёнъдан.

## Экономика

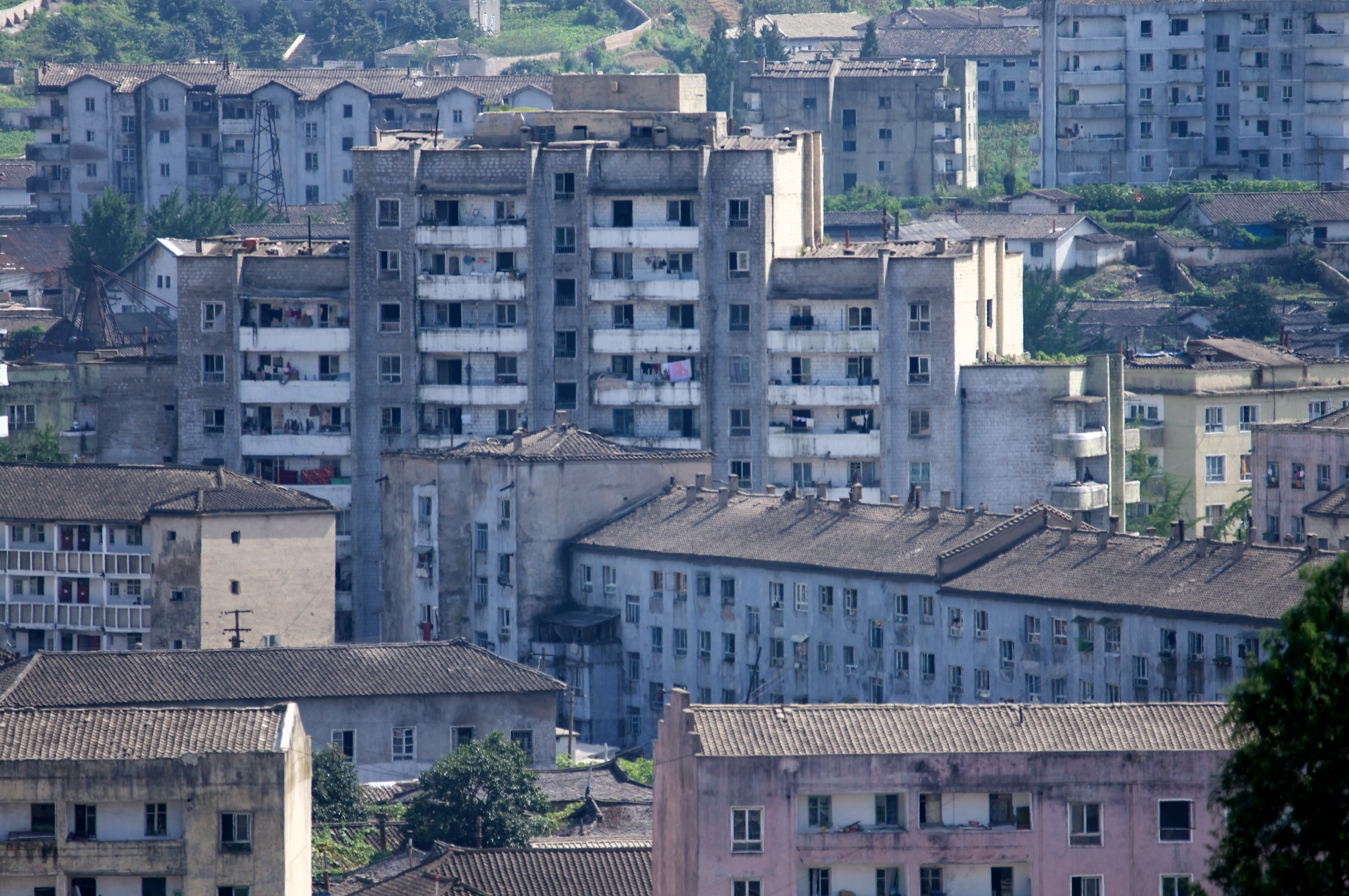
Жилые кварталы Кэсона

Учитывая особенности, рельефа, климата и почв, Кэсон обладает выгодными природными условиями для развития сельхозпроизводства. Система водоснабжения имеет 18 резервуаров, включая резервуар «Сондо», построенных для сельскохозяйственных нужд, а также имеет около 150 насосных станции и сотни водохранилищ. 27 % территории Кэсона занято под сельхозугодия, на которых выращиваются главные растительные культуры: рис, кукуруза, соя, пшеница, ячмень. Среди них рис занимает 60 % от общего производства зерновых. Уезды Кэпхын и Пханмун — главные регионы, выращивающие 70 % риса от общего его производства. Кроме того, в Кэсоне хорошо развиты овощеводство и плодоводство, включая выращивание персиков, яблок и хурмы, а также скотоводство и шелководство. Выращивание персиков — одна из местных специализаций Кэсона, особенно белых, их производство занимает 25 % от общего. Уезды Кэпхын и Пханмун известны также из-за высокого качества корейского женьшеня, называемый Корё Инсам. Обработка и экспорт продукции осуществляется в самих уездах.
Кэсон — центр лёгкой и пищевой промышленности КНДР. Предприятие городского района производит обработку ювелирных украшений. Также в городе есть фабрики по обработке женьшеня и вышивке. Работают предприятия точного машиностроения, текстильная и фарфоровая промышленность. Со времён Корё Кэсон был центром ремёсел, таких как производство корёкского фарфора, а также коммерции. После раздела Кореи текстильная промышленность стала основным занятием наряду с производством продуктов питания, товаров повседневного спроса и женьшеня в Кэсоне. Пищевая промышленность, как и текстильная, является основным занятием в Кэсоне, производя чан (приправы на основе сои), масло, консервы, алкогольные и безалкогольные напитки. Кроме того, в городе производятся древесная смола, лесоматериалы, изделия кустарного промысла, фарфор, школьные принадлежности, музыкальные инструменты, очки. Фабрики и завода Кэсона производят сельскохозяйственную технику, а также осуществляют ремонт тракторов. К 2002 году город стал штаб-квартирой Центрального банка КНДР и его филиалов в уездах Кэпхын и Пханмун.
КНДР и Южная Корея совместно используют индустриальный комплекс Промышленного региона Кэсон. Промышленный парк, построенный в 2005 году, использует свыше 53 400 северокорейских и 120 южнокорейских текстильных и других трудоёмких фабрик и заводов. К началу 2013 года, примерно 887 южнокорейцев работало в индустриальном комплексе региона, которые в 2012 году по подсчётам произвели товаров на сумму 470 млн долларов. В настоящее время, из-за кризиса на Корейском полуострове там работает только 6 южнокорейцев.

### Туризм

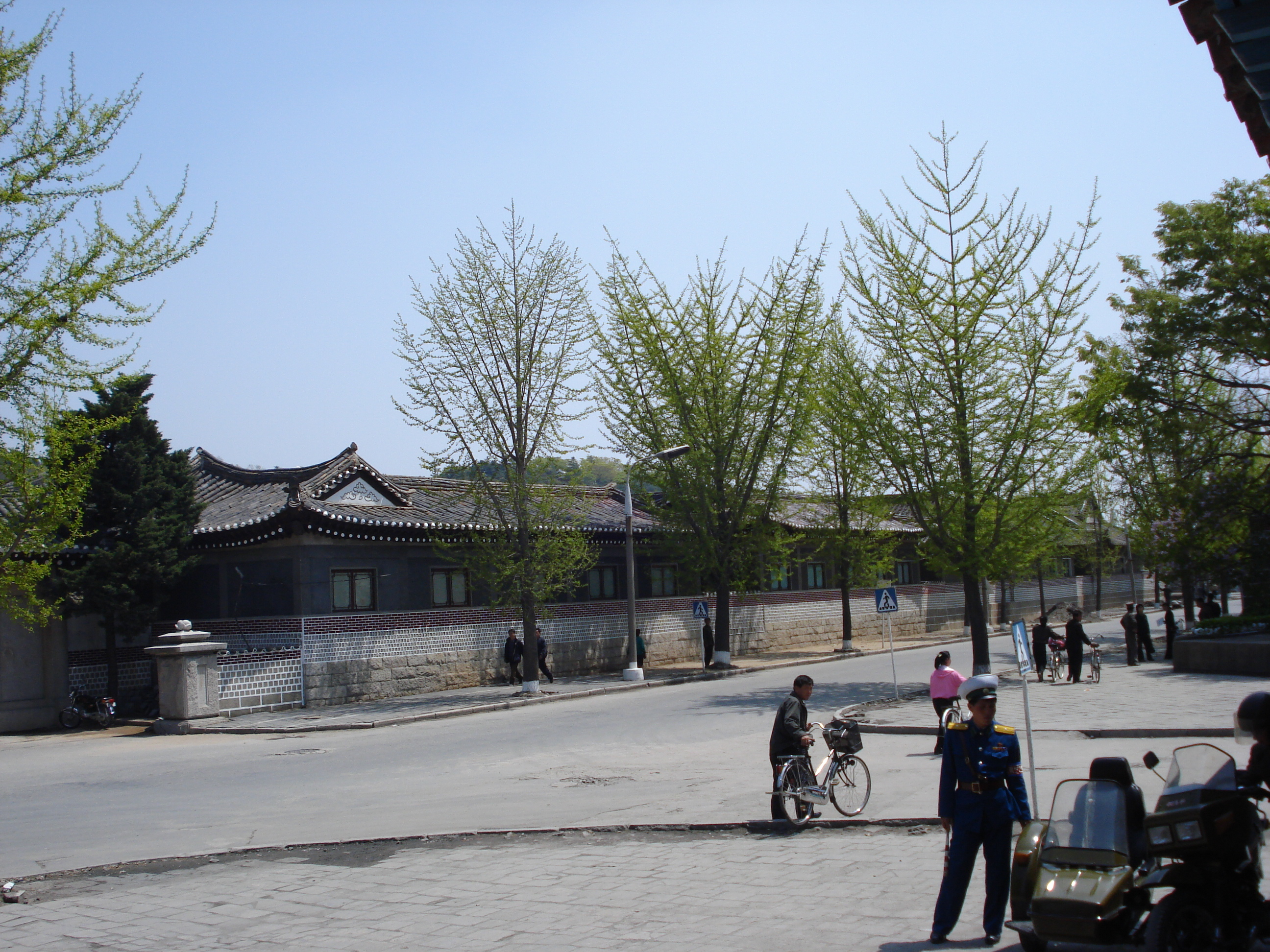
Одна из улиц Кэсона.

Кэсон — главный пункт посещения иностранными туристами в КНДР, один из двух, который могут посещать южнокорейцы. Многие достопримечательности периода Корё находятся в Кэсоне, включая ворота Кэсон Намдэмун, конфуцианскую академию Сонгюнгван (ныне музей Корё), мост Сонджук и павильон Пхёчхун. Менее известные достопримечательности включают в себя павильон Квандок, руины дворца Манвольдэ, храма Анхва, залов Сунъян и Мокчхон, обсерватории Кэсон Чхомсондэ (개성첨성대, 開城瞻星臺) — все построены в период Корё. В западной части города находятся могилы королей Конмина и Вангона, в 24 км к северу от Кэсона — крепость Тэхынсан, а её спутниками являются крепости периода Когурё, которые были построены для защиты Пхеньяна. В этой крепости есть два храма — Кваным и Тэхын. Знаменитый водопад Пакён находится там же, а также недавно найденный высеченный из камня на горе Чонмасан Будда, датируемый периодом Корё. Большинство туристов в Кэсоне останавливаются в Кэсонской народной гостинице, в которой находится 19 ханоков — корейских традиционных домов, с двориками.

## Образование
Сонгюнгван — представительное образовательное учреждение в одном километре к северу от моста Сонджуккё в Кэсоне. Оно было основано в соседстве с Кукчадоном под именем «Кукчагам» (국자감, 國子監) в 992 году во времена короля Сонджона из династии Корё, подогревшего интерес к изучению конфуцианства в Корее. Это название было изменено на «Кукхак» (국학, 國學) во время правления короля Чхуннёля и относилось как Сонгюнгван. В 1367 году, на 16 году правления короля Конмина, здание учреждения было отремонтировано. Такие конфуцианские учёные как Ли Сэк и Чон Мон Джу преподавали в Сонгюнгване. В 1592 году, на 25 году правления короля из династии Чосон Сонджо, Ким Юк возродил Сонгюнгван, который сожгли японцы во время Имдинской войны.
Первая современная школа в Кэсоне была «Ханён Совон» (한영서원, 韓英書院) или «Англо-корейская школа», которую основал Юн Чхи Хо в 1906 году при поддержке американских миссионеров мистера Вассона и мистера Кандлера. Школа добилась признания генерал-губернатора Кореи в 1917 году и стала именоваться «Высшая школа Сондо». В 1950 году школа стала «Школьным фондам Сондо» с правом на открытие «Средней школы Сондо» и «Фармацевтического колледжа Сондо», выпускниками которого стали 40 человек. Однако, когда началась Корейская война, фонд переехал в Инчхон. В 1953 году «Средняя школа Сондо» и «Высшая школа Сондо» были восстановлены и существуют по сей день.
К 2002 году Кэсон имел 80 начальных школ, которые находились во всех «ри» (деревнях), 60 средних и старших, 3 колледжа и 3 университета, такие как «Университет политики Сондо», «Кэсонский университет образования», «Кэсонский университет коммунизма».

## Транспорт

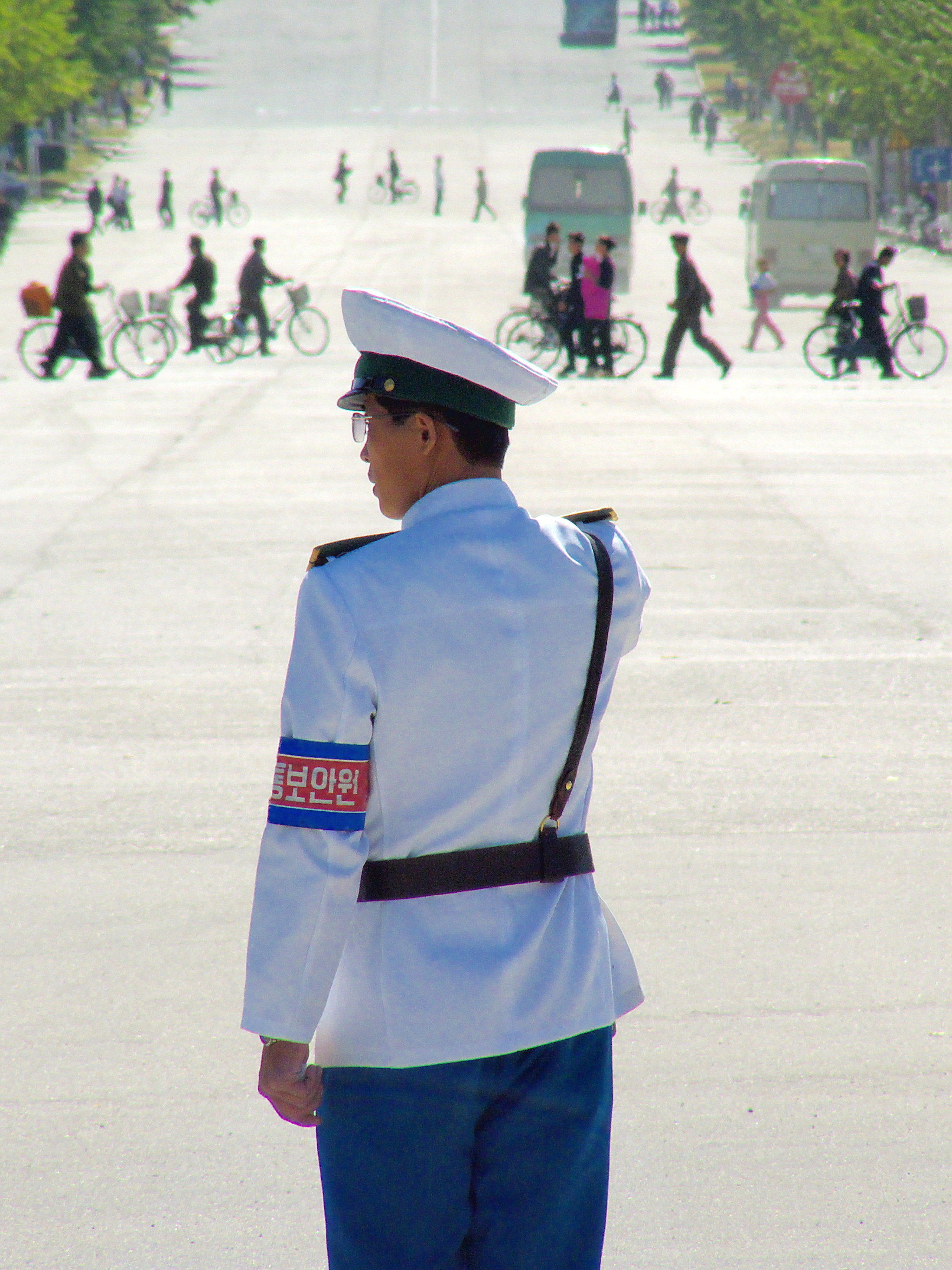
Регулировщик движения в Кэсоне.

Кэсон связан с Пхеньяном и другими городами железной дорогой и шоссе. Главная железнодорожная станция города — Кэсон, находящаяся на линии Пхёнбусон.

## Родившиеся в Кэсоне
- Ый Чхон (1055—1101) — основатель буддийской секты «Чхонтхэ»
- Чхве Чхунхон (1149—1219) — военный правитель Кореи во времена династии Корё
- Чхве У (ум. 1249) — генерал династии Корё, сын Цой Чхун Хона
- Хван Хый (1363—1452) — главный чиновник (премьер-министр) династии Чосон
- Хван Джин И (1515—1550) — известная поэтесса и кисэн эпохи династии Чосон
- Вон Бён О (1929—2020) — южнокорейский зоолог
- Пак Дин Шунь (1897-1938) – корейский коммунист, один из основателей Корейской компартии
- Юн Ёджон – южнокорейская актриса

## Города-побратимы
- Катманду (Непал) (1992)[источник не указан 1680 дней]
- Бельцы (Молдавия), с 1997 года[источник не указан 1680 дней]
- Куско (Перу)